# The Brand New Heavies
The Brand New Heavies – brytyjska grupa muzyczna, powstała w 1985 roku, grająca acid-jazz. Zespół tworzą: Jan Kincaid, Simon Bartholomew oraz Andrew Love Levy.
Pierwszy album grupy pt. "The Brand New Heavies" ukazał się na rynku w 1990 roku. Zespół dość często zmieniał wokalistki, mimo to popularność bandu nie spadała. W 1997 roku The Brand New Heavies przestali grać (ostatni album z tamtego czasu to "Shelter" z 1997).
W 2004 roku, po siedmiu latach milczenia, zespół powrócił z nową wokalistką Nicole Russo oraz płytą "Allabouthefunk". Kolejna płyta zespołu "Get Used to It" (2006), to powrót do składu wokalistki N'Dea Davenport. Album nagrano w Nowym Jorku i Londynie. Następnym albumem zespołu była płyta "Forward" wydana 6 maja 2013 roku.

## Dyskografia
- The Brand New Heavies (1990)
- The Brand New Heavies (1991)
- Heavy Rhyme Experience, Vol. 1 (1992)
- Brother Sister (1994)
- Shelter (1997)
- We Won't Stop (2003) [Japan Only]
- Allaboutthefunk (2004)
- Get Used to It (2006)
- Forward (2013)
- Sweet Freaks (2014)

## Kompilacje
- Original Flava (1995)
- The Brand New Heavies: The Platinum Collection (1999)
- Trunk Funk – The Best of The Brand New Heavies (2000)
- Excursions, Remixes & Rare Grooves (2001)
- Acid Jazz Years (2002)
- Elephantitis – The Funk + House Remixes (2CD, 2007)

## Single
- "Got To Give" (1988)
- "Dream Come True (Brand New Mix)" (1990)
- "Never Stop" (1991)
- "Stay This Way" (1991)
- "Bonafide Funk/Death Threat" (1992)
- "Don't Let It Go To Your Head" (1992)
- "Dream Come True" (1992)
- "Dream Come True '92" (1992)
- "Ultimate Trunk Funk EP" (1992)
- "Back To Love" (1994)
- "Brother Sister" (1994)
- "Dream On Dreamer" (1994)
- "Midnight At The Oasis" (1994)
- "Spend Some Time" (Delicious Vinyl, 1994)
- "Close To You" (1995)
- "Mind Trips" (1995)
- "World Keeps Spinning" (1996)
- "Sometimes" (1997)
- "You Are The Universe" (1997)
- "Top 5 Heavy Hits" (1997)
- "You Can Do It" (1997)
- "You've Got A Friend" (1997)
- "Apparently Nothing" (1999)
- "Saturday Nite" (1999)
- "Apparently Nothing" (2000)
- "Worst Case Scenario/Saturday Nite (Jay Dee Remix)" (2000)
- "What Do You Take Me For" (2003)
- "Boogie" (2004)
- "Can We/Sometimes (Bullseye Remixes)"
- "Surrender" (2005)
- "Get Used To It" (2006)
- "I Don't Know Why (I Love You)" (2006)